# James Stephenson
James Albert Stephenson (født 14. april 1889, død 29. juli 1941) var en britisk skuespiller, der fandt succes i Hollywood, men som døde tidligt.